# عبد الحسيب أغا النجاري زاده
عبد الحسيب أغا النجاري زاده من أعلام جسر الشغور وكان قائد جيش المنطقة الشمالية في عهد الملك فيصل عام 1919 م.